# Província de Pomerània (1815-1945)
La Província de Pomerània (Provinz Pommern) va ser una província del Regne de Prússia i de l'Estat Lliure de Prússia de 1815 a 1945. La capital era Stettin (actualment Szczecin a Polònia).

## Història
Va ser creada de l'anterior província prussiana de Pomerània (1653-1815), que consistia en la Pomerània Central, la part sud de Pomerània Occidental (Vorpommern), i la Pomerània Sueca. Unia el territori de l'antic Ducat de Pomerània, que després de la pau de Westfàlia de 1648 havia estat dividit entre Brandenburg-Prússia i Suècia. També, els districtes de Schivelbein i Dramburg, que anteriorment havien sigut a Neumark, van ser units a la nova província.
Al 1933, els nazis van establir un règim totalitari, concentrant l'administració de la província en mans del seu Gauleiter i implementant Gleichschaltung. La invasió alemanya de Polònia del 1939 es va iniciar en part de terres de Pomerània. Les poblacions jueves i poloneses (les minories de les quals van viure a la regió) van ser classificades com a "subhumanes" per l'estat alemany durant la guerra i sotmeses a repressions, treballs forçat i execucions. Els opositors van ser arrestats i executats. Els jueus que abans del 1940 no havien emigrat van ser deportats a la reserva de Lublin. A més de les incursions aèries realitzades des del 1943, la Segona Guerra Mundial va arribar a la província a principis de 1945 amb l'Ofensiva de la Pomerània Oriental i la batalla de Berlín, llançades i guanyades per l'Exèrcit Roig. L'evacuació insuficient va deixar a la població sotmesa a l'assassinat, violació i saqueig dels invasors.
Quan va acabar la guerra, la línia Oder-Neisse va dividir la província en dues parts desiguals. La part occidental més petita es va convertir en la part oriental de l'Estat de Mecklenburg. La part oriental més gran es va unir a la Polònia de postguerra com a Voivodat de Szczecin. Després de la guerra, els alemanys ètnics van ser expulsats de Polònia i la zona es va repoblar amb polonesos. Actualment, la major part del territori de la província es troba dins del Voivodat de Pomerània Occidental amb Szczecin com a capital.

## Divisió administrativa

Província de Pomerània al 1913 amb les regions de Stralsund (en blau), Stettin (en groc) i Köslin (en vermell)

Província de Pomerània al 1939

Fins al 1932, la província es va subdividir a les regions administratives (Köslin, Stettin i Stralsund. Al 1932 la regió de Stralsund es va fusionar la regió de Stettin. L'1 d'octubre de 1938, es van modificar els límits de la província de Pomerània: la província de Posen-Prússia Occidental es va dissoldre i part d'aquesta es va integrar com a "Regió de la Marca Posen-Prússia Occidental" (Regierungsbezirk Grenzmark Posen-Westpreußen).
Divisió administrativa al 1945:
| Regierungsbezirk Posen-Prússia Occidental - Districtes urbans (Stadtkreise) 1. Schneidemühl - Districtes rurals (Landkreise) 1. Districte d'Arnswalde 2. Districte de Deutsch Krone 3. Districte de Dramburg 4. Districte de Flatow 5. Districte de Friedeberg 6. Districte de Netze 7. Districte de Neustettin 8. Districte de Schlochau | Regierungsbezirk Köslin - Districtes urbans (Stadtkreise) 1. Köslin 2. Kolberg 3. Stolp - Districtes rurals (Landkreise) 1. Districte de Belgard 2. Districte de Bütow 3. Districte de Greifenberg 4. Districte de Köslin 5. Districte de Kolberg-Körlin 6. Districte de Lauenburg 7. Districte de Regenwalde 8. Districte de Rummelsburg 9. Districte de Schlawe 10. Districte de Stolp | Regierungsbezirk Stettin - Districtes urbans (Stadtkreise) 1. Greifswald 2. Stargard in Pommern 3. Stettin 4. Stralsund - Districtes rurals (Landkreise) 1. Districte d'Anklam 2. Districte de Cammin 3. Districte de Demmin 4. Districte de Franzburg-Barth 5. Districte de Greifenhagen 6. Districte de Greifswald 7. Districte de Grimmen 8. Districte de Naugard 9. Districte de Pyritz 10. Districte de Rügen 11. Districte de Saatzig 12. Districte d'Ueckermünde 13. Districte d'Usedom-Wollin |